# Victorin de Joncières
Félix-Ludger (kallad Victorin) Rossignol de Joncières,  född den 12 april 1839 i Paris, död där den 26 oktober 1903, var en fransk kompositör. Han var son till Auguste-Félix de Joncières och far till André de Joncières.
Joncières utbildades vid Pariskonservatoriet, blev tidigt en förklarad anhängare av Richard Wagner samt verkade som produktiv tonsättare och 1871–1900 som musikkritiker i "Liberté". I Nordisk familjebok heter det om honom: "J. hyllade uteslutande den nyaste riktningen, men icke med tillräcklig renhet i stilen för att kunna slå igenom." Bland hans kompositioner bör nämnas operorna Sardanapale (1867), Le dernier jour de Pompéi (1869), Dimitri (1876), La reine Berthe (1878), Le chevalier Jean (komisk opera, 1885) och Lancelot (1900), en Symphonie romantique, en körsymfoni, La mer, orkesterstycken med mera. Han var ordförande i franska tonsättarföreningen.